# Zimbabwe na Letnich Igrzyskach Olimpijskich 1996
Zimbabwe na Letnich Igrzyskach Olimpijskich 1996 reprezentowało 13 zawodników: 12 mężczyzn i 1 kobieta. Był to 8 start reprezentacji Zimbabwe na letnich igrzyskach olimpijskich.

## Skład kadry

### Boks
Mężczyźni
- Arson Mapfumo - kategoria musza (do 51 kg) - 17. miejsce,
- Alexander Kwangwari - kategoria lekkośrednia (do 71 kg) - 17. miejsce

### Kolarstwo szosowe
Mężczyźni
- Timothy Jones - wyścig ze startu wspólnego - nie ukończył

### Lekkoatletyka
Mężczyźni
- Tawanda Chiwira - bieg na 400 m - odpadł w ćwierćfinale,
- Savieri Ngidhi - bieg na 800 m - odpadł w półfinale,
- Tendai Chimusasa - maraton - 13. miejsce,
- Kenneth Harnden - bieg na 400 m przez płotki - odpadł w półfinale,
- Julius Masvanise - bieg na 400 m przez płotki - odpadł w eliminacjach,
- Tawanda Chiwira, Savieri Ngidhi, Ken Harnden, Julius Masvanise - sztafeta 4 x 400 m - odpadli w eliminacjach,
- Ndabezinhle Mdhlongwa - trójskok - 42. miejsce

### Pływanie
Kobiety
- Teresa Moodie - 50 m stylem dowolnym - 43. miejsce; 100 m stylem dowolnym - 38. miejsce; 200 m stylem dowolnym - 40. miejsce

### Skoki do wody
Mężczyźni
- Evan Stewart - trampolina 3 m - 13. miejsce

### Tenis ziemny
Mężczyźni
- Byron Black - gra pojedyncza - 17. miejsce,
- Wayne Black - gra pojedyncza - 17. miejsce,
- Byron Black, Wayne Black - gra podwójna - 9. miejsce